# The Cover Doesn't Matter
The Cover Doesn't Matter je třetí sólové studiové album amerického kytaristy a zpěváka Richarda Lloyda. Vyšlo v roce 2001, patnáct let po předchozí studiové nahrávce Field of Fire. Producentem alba byl sám Lloyd a dále na něm hráli baskytarista Peter Stuart a bubeník Chris Butler.

## Seznam skladeb
1. „The Knockdown“
2. „Ain't It Time“
3. „She Loves to Fly“
4. „I Thought“
5. „Strangestrange“
6. „Torn Shirt“
7. „Downline“
8. „Raising the Serpent“
9. „Submarine“
10. „Cortege“

## Obsazení
- Richard Lloyd – zpěv, kytara
- Peter Stuart – baskytara
- Chris Butler – bicí